# Acomys johannis
Acomys johannis es una especie de roedor de la familia Muridae.

## Distribución geográfica
Se encuentra en Benín, Burkina Faso, Camerún, Chad, Ghana, Malí, Níger, Nigeria, y Togo

## Hábitat
Su hábitat natural son: Matorral tropicales secos, o subtropicales o tropicales de tierras bajas secas y zonas rocosas.